# Stelios Kazantzidis
Stelios Kazantzidis (řecky Στέλιος Καζαντζίδης; 29. srpna 1931 Athény – 14. září 2001 Athény) byl řecký zpěvák tradičního řeckého stylu laika.

## Život
Narodil se v athénské čtvrti Nea Ionia, jak syn vyhnaných maloasijských Řeků z Turecka. Jeho matka pocházela z města Smyrna, otec byl zedník a pocházel z Pontu. Po příchodu do Řecka žila rodina v chudobě. Kazantzidis musel pracovat už jako mladý, aby se rodina uživila. V dospělosti pracoval jako dělník a prodavač. Už jako mladý se naučil hrát na kytaru, jeho učitel byl slepý hudebník Stelios Chrisinis. Kazantzidise objevil náhodou jeden producent, když ho slyšel zpívat si během práce. První album vydal v roce 1952, ale slávu mu přineslo až druhé album vydané ve spolupráci s producentem a skladatelem Jannisem Papaioannuoem nazvané Oi Valitses. Následně začal spolupracovat se známou řeckou zpěvačkou Marinellou. V květnu 1966 se Stelios a Marinella stali manželi. Jejich manželství netrvalo dlouho, ale zůstali přáteli. Zlatou érou Kazantzidisovy kariéry byla 60. léta, kdy se definitivně utvořil a široce zpopularizoval hudební styl laika. Kazantzidis byl hrdý na svůj pontský původ, zpíval i tradiční pontské písně a stal se ikonou pontských Řeků a řeckých přistěhovalců z Malé Asie vůbec. Jejich těžkou životní situaci vystihl v písni Patera s proslaveným veršem „Sa xena ime Ellin, sin Elladan xenos“ („V cizině jsem Řek, v Řecku cizinec“). Několik písní nazpíval i v turečtině.
V roce 1971 složil hymnu fotbalového klubu AEK Athény.